# Litauische Eishockeyliga 1993/94
Die Saison 1993/94 war die dritte Spielzeit der litauischen Eishockeyliga, der höchsten litauischen Eishockeyspielklasse. Meister wurde zum insgesamt dritten Mal in der Vereinsgeschichte der SC Energija.

## Modus
In der Hauptrunde absolvierte jede der fünf Mannschaften insgesamt 16 Spiele. Der Erstplatzierte der Hauptrunde wurde Meister. Für einen Sieg erhielt jede Mannschaft zwei Punkte, bei einem Unentschieden gab es ein Punkt und bei einer Niederlage null Punkte.

## Hauptrunde
|    | Klub                              | Sp | S  | U | N  | Tore   | Punkte |
| -- | --------------------------------- | -- | -- | - | -- | ------ | ------ |
| 1. | SC Energija                       | 16 | 16 | 0 | 0  | 172:44 | 32     |
| 2. | Poseidonas Elektrenai             | 16 | 9  | 0 | 7  | 104:89 | 18     |
| 3. | Litauische U20-Nationalmannschaft | 15 | 7  | 1 | 7  | 81:84  | 15     |
| 4. | Nemunas Rokiškis                  | 16 | 3  | 2 | 11 | 58:126 | 8      |
| 5. | Germantas Telsiai                 | 15 | 2  | 1 | 12 | 50:122 | 5      |

Sp = Spiele, S = Siege, U = unentschieden, N = Niederlagen, OTS = Overtime-Siege, OTN = Overtime-Niederlage, SOS = Penalty-Siege, SON = Penalty-Niederlage